# Граймс, Кэролин
Кэ́ролин Граймс (англ. Karolyn Grimes; род. 4 июля 1940, Голливуд, Калифорния) — американская киноактриса, снимавшаяся в детском возрасте. Наиболее запомнилась зрителю исполнением роли в фильме «Эта прекрасная жизнь» (1946).

## Биография
Кэролин Граймс родилась 4 июля 1940 года в Голливуде (Лос-Анджелес, Калифорния). Родители — мистер и миссис Ла Вэн Граймс, учителя родом из Канзас-Сити (Миссури). С пяти лет девочка обучалась игре на пианино и скрипке, в этом же возрасте стала сниматься в фильмах. Её карьера актрисы развивалась неторопливо, снималась Граймс относительно немного. Когда ей было 14 лет, мать девочки скончалась, и Кэролин сниматься перестала. Год спустя в ДТП погиб её отец и 15-летний подросток остался сиротой.

Суд постановил отправить Кэролин в городок Осеола (Миссури), где она жила до совершеннолетия с тётей и дядей. Окончив среднюю школу, девушка поступила в колледж в Уорренсберге (Миссури) при Университете Центрального Миссури, вышла замуж, родила детей, работала на заводе по производству обуви и одежды, и наконец стала медицинским технологом.
На волне популярности своего персонажа, Зюзю Бейли из «Этой прекрасной жизни», Граймс выпускала линейку кукол Зюзю и «Кулинарную книгу Зюзю» (2000), но особой прибыли это не принесло.

### Личная жизнь
Первый брак Граймс, в который она вступила в 18 лет, окончился разводом, и в 26 лет она осталась одна с двумя детьми. Вскоре после развода её бывший муж погиб в результате несчастного случая на охоте. В 1989 году 18-летний сын Граймс совершил самоубийство. В начале 1980-х годов Граймс вышла замуж второй раз, её избранником стал предприниматель из Канзаса. Второй муж актрисы скончался от рака в 1994 году.

## Избранная фильмография
За 9 лет кино-карьеры (1945—1954) Граймс снялась в 16 фильмах, в том числе в одном короткометражном и в шести без указания в титрах.
- 1945 — Прости моё прошлое[англ.] / Pardon My Past — Стефани Пембертон
- 1946 — Сестра Кенни[англ.] / Sister Kenny — Кэролин (в титрах не указана)
- 1946 — Голубые небеса[англ.] / Blue Skies — Мэри Элизабет Адамс
- 1946 — Эта прекрасная жизнь / It's a Wonderful Life — Зюзю Бейли
- 1947 — Авантюра Фило Вэнса / Philo Vance's Gamble — Пэт Робертс
- 1947 — Личные дела милого друга[англ.] / The Private Affairs of Bel Ami — Лорин де Марель
- 1947 — Мама была в трико[англ.] / Mother Wore Tights — Ирис Бёрт в возрасте 6 лет (в титрах не указана)
- 1947 — Непобеждённый / Unconquered — маленькая девочка (в титрах не указана)
- 1947 — Жена епископа / The Bishop's Wife — Дебби Брохэм
- 1948 — Альбукерке[англ.] / Albuquerque — Миртл Уолтон
- 1949 — Жажда золота[англ.] / Lust for Gold — Марта в детстве (в титрах не указана)
- 1950 — Рио-Гранде / Rio Grande — Маргарет Мэри
- 1952 — Ханс Кристиан Андерсен[англ.] / Hans Christian Andersen — девочка со спичками (в титрах не указана)